# 巨谜趾虎属
巨谜趾虎属（学名：Gigarcanum，最初被归类为武趾虎属）是澳洲蜥虎科中的一类已灭绝壁虎。它是目前已知最大的壁虎，肛吻长为37厘米（14.6英寸），总体长（包括尾巴）至少为60厘米（23.6英寸）。它目前只有一个在19世纪收集的标本，该标本在法国的一家博物馆中被重新发现，其没有标签。该标本的来源没有记录。虽然最初科学家认为它与新西兰毛利人传说中的巨型蜥蜴“kawekaweau”有关，但对样本中保存的DNA的研究表明它起源于新喀里多尼亚。

## 研究和分类学历史
根据W·G·梅尔（W.G.Mair）少校在1873年发布的一篇报告，1870年，一名毛利酋长说他在新西兰北岛尤瑞瓦拉内的一棵死掉的北方铁心木的树皮下发现了一只kawekaweau。这是唯一一份有目击记录的报告，有人见过活着的kawekaweau。梅尔报告说，酋长们对这种动物的描述是“两英尺长，跟男人的手腕一样厚；体色是棕色，纵向有暗红色条纹”。
1986年，科学家在马赛自然历史博物馆的地下室发现了一个填充标本。该标本的来源和采集日期目前仍然是个谜，因为它在被发现时没有标签。它早在19世纪70年代就出现在博物馆的收藏中，它被收藏在博物馆的时间可能始于19世纪30年代，因为它不同寻常的保存方式是去内脏、干燥和装裱，而不是被保存在烈酒中（这种保存方法更常见）。标本缺少内脏和大部分轴向骨骼（主要是脊柱），但保留了头骨和四肢骨骼。亚伦·马修·鲍尔（Aaron Matthew Bauer）和安东尼·帕特里克·罗素·鲍尔（Anthony Patrick Russell Baur）在同一年将其描述为新物种德考特武趾虎，罗素在检查标本后认为它来自新西兰，是毛利人传说中的kawekaweau（一种毛利人传说中的巨大而神秘的森林蜥蜴）。种加名取自法国博物馆工作人员阿兰·德考特（Alain Delcourt）的姓氏，他在马赛博物馆发现了这个被遗忘的标本。
1994年，从唯一的标本中提取DNA的尝试以失败告终。特雷弗·沃西在2016年提出，该标本来自于新喀里多尼亚的一个岛屿而不是新西兰，因为尽管所有其他已知生存于新西兰的壁虎的遗骸都很丰富，但新西兰洞穴中没有发现这种蜥蜴的化石。发布于2021年的《新西兰爬行动物保护状况》中没有提到它，因为它可能来自新喀里多尼亚。2023年对该标本线粒体DNA的测序证实了这一点，该测序发现它更接近新喀里多尼亚的澳洲蜥虎科壁虎而不是新西兰壁虎，并且它足够独特，可以归入新的巨谜趾虎属。根据巨谜趾虎属建立者的说法，其属名来源于两个词的组合，分别是拉丁语形容词“gigas”（意思是巨大的）和源自古希腊语“Γίγᾱς”的拉丁语名词“arcanum”（意思是神秘）。这两个词汇的组合是指其体型在壁虎中非常巨大和唯一已知标本来源未知。在DNA分析中，新喀里多尼亚壁虎之间的关系很难理清，但巨谜趾虎属通常被认为与生存于新喀里多尼亚的宽趾虎属、尼亚多趾虎属和多趾虎属关系最密切。

## 描述

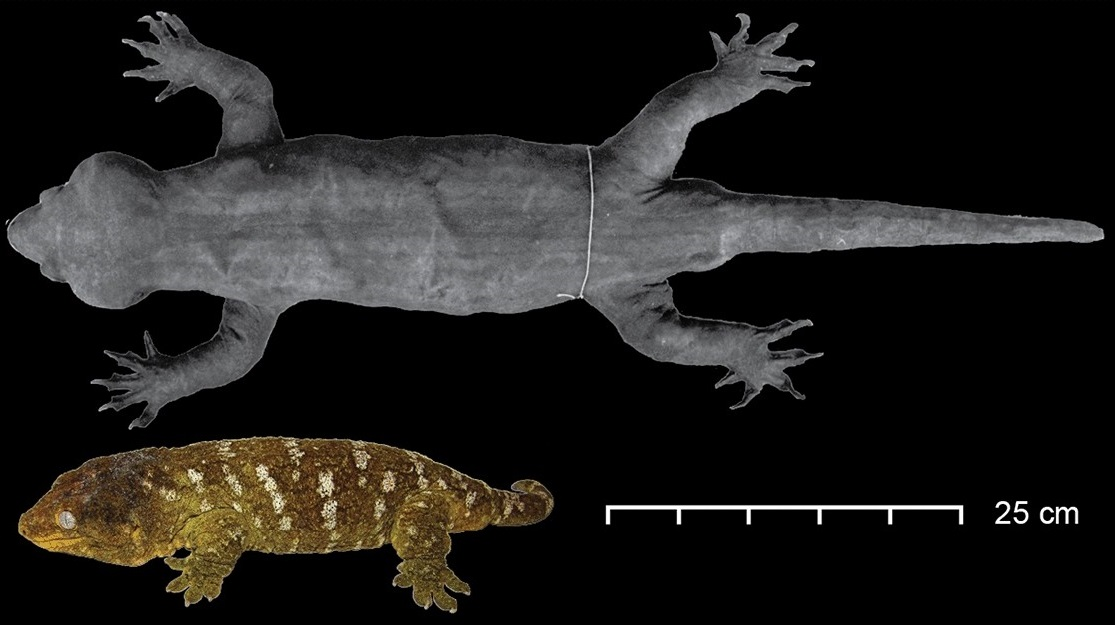
巨谜趾虎属正模标本（上方）与巨人守宫的体型对比

巨谜趾虎属比现生最大壁虎巨人守宫长50%，体重也可能是后者的好几倍。肛吻长为37厘米（14.6英寸），总长度（包括尾巴）至少为60厘米（23.6英寸）。它的身体很结实，尾巴呈圆柱形，并向末端逐渐变细。头骨很大，约占肛吻长的20%。趾头有爪子和蹼。体色为黄褐色，身体前半段有深红棕色条纹。

## 生态学
根据基于现存澳洲蜥虎类习性的推测，它可能是一种夜行性的树栖动物。它的饮食可能主要是节肢动物，但也可能会食用水果。它可能像所有其他已知的新喀里多尼亚壁虎一样，每窝只产两只幼崽，尽管目前尚不能确定它到底是卵生还是胎生。

## 灭绝
由于缺乏巨谜趾虎属的任何其他记录，到19世纪中叶欧洲人殖民新喀里多尼亚时，它可能已经灭绝或极为罕见。